# NGC 3580
NGC 3580 est une galaxie lenticulaire vue par la tranche et située dans la constellation du Lion. NGC 3580 a été découverte par l'astronome allemand Wilhelm Tempel en 1876.

## Caractéristiques
Sa vitesse par rapport au fond diffus cosmologique est de 7 110 ± 26 km/s, ce qui correspond à une distance de Hubble de 104,9 ± 7,4 Mpc (∼342 millions d'al).
À ce jour, une mesure non basée sur le décalage vers le rouge (redshift) donne une distance d'environ 82,900 Mpc (∼270 millions d'al). Cette valeur est à l'extérieur mais compatible avec les valeurs de la distance de Hubble. Notons cependant que c'est avec la valeur moyenne des mesures indépendantes, lorsqu'elles existent, que la base de données NASA/IPAC calcule le diamètre d'une galaxie et qu'en conséquence le diamètre de NGC 3580 pourrait être d'environ 35,2 kpc (∼115 000 al) si on utilisait la distance de Hubble pour le calculer.